# 熊运浪
熊运浪（1968年11月—），男性，汉族，中共党员，江西省南昌市人，中华人民共和国政治人物。

## 生平
熊运浪早年在南昌职业技术师范学院应用化学系就读，毕业后步入政坛，长期在南昌市下辖的新建县、南昌县任职。2011年8月，升任南昌市人民政府副秘书长，2013年，转任中共南昌市委副秘书长。2014年9月，转任中共南昌市青山湖区党委副书记、区长。2016年，升任中共青山湖区党委书记。
2020年1月，熊运浪调任中共南昌县委书记、小蓝经济技术开发区党工委书记；期间，因为表现优异，他於2021年6月獲中共中央組織部授予「全國優秀縣委書記」稱號；同年7月，转任中共南昌市委常委、政法委书记。2022年4月，转任中共赣州市委副书记。2023年4月，熊运浪来到萍乡市，并接替已经升任中共萍乡市委书记的刘烁，出任中共萍乡市委副书记、市人民政府市长。